# Дервента (река)
Дервента је река, десна притока реке Дрине, у делу где је њен ток преграђен, са речним током од 2,31km и површине слива од 27km².
Река настаје у селу Растиште спајањем Ровињског (4,01km), Јокића (3,79km), Кремића (2,78km) и Алушког потока (4,05km), који дренирају северне падине планине Таре. Изворишни делови ових потока заштићени су као резервати природе „Љути брег”, „Било” и „Црвене стене”. Текући ка северу, у средњем и доњем току усеца кањонску долину, док је ушће потопљено Перућачким језером и представља залив. Кањонски део долине посебно је заштићен као резерват природе „Кањон Дервенте”.